# Pölsfeld
Pölsfeld là một đô thị ở huyện Mansfeld-Südharz, Saxony-Anhalt, nước Đức. Đô thị Pölsfeld có diện tích 11,59 km².